# سه روز بخشندگی (آلبوم)
سه روز بخشندگی (به انگلیسی: Three Days Grace) نخستین آلبوم استودیویی گروه کانادایی تری دیز گریس می‌باشد که در ۲۲ جولای ۲۰۰۳ انتشار یافت. این آلبوم شامل چهار تک آهنگاست.

## فهرست آهنگ‌ها
۱- بسوزان
۲- درست همانند تو
۳- متنفرم از هر چیز تو
۴- خانه
۵- ترسیده
۶- ناامیدت میکنم
۷- حالا یا هرگز
۸- تولدی به این شکل
۹- غرق
۱۰- بیدار شو
۱۱- مرا به اعماق ببر
۱۲- بها داده شده
۲- Just Like You
۳- I Hate Everything About You
۴- Home
۵- Scared
۶- Let You Down
۷- Now Or Never
۸- Born Like This
۹- Drown
۱۰- Wake Up
۱۱- Take Me Under
۱۲- Overrated

## پدید آورندگان
- آدام گانتیر – آواز، ریتم گیتار
- بری استاک – گیتار لید
- برد والست – گیتار بیس
- نیل سندرسون – درام، هم آوازی